# 16405 Testudo
16405 Testudo è un asteroide della fascia principale. Scoperto nel 1985, presenta un'orbita caratterizzata da un semiasse maggiore pari a 2,315034 UA e da un'eccentricità di 0,237385, inclinata di 6,592246° rispetto all'eclittica. Ha un diametro di 4,199 km.